# Trofeu Almar
El Trofeu Almar (oficialment Coppa dei Laghi-Trofeo Almar) és una competició ciclista d'un dia que es disputa al costat del llac Maggiore a la província de Varese (Itàlia). Està reservada a ciclistes menors de 23 anys, i forma part de la Copa de les Nacions UCI sub-23.

## Palmarès
| Any  | Vencedor             | Segon            | Tercer            |
| ---- | -------------------- | ---------------- | ----------------- |
| 2015 | Gianni Moscon        | Mihkel Räim      | Lennard Hofstede  |
| 2016 | Alexandr Kulikovskiy | Dorian Godon     | Riccardo Minali   |
| 2017 | Simone Belivacqua    | Alessandro Covi  | Aleksandr Vlàssov |
| 2018 | Edoardo Affini       | Alberto Dainese  | Michele Corradini |
| 2019 | Alessandro Covi      | Samuele Zambelli | Martin Marcellusi |